# Kimo (marca)
Kimo, es una empresa de confección deportiva que fue creada en 1999 en la ciudad de Bogotá, hace parte de la empresa Fabrica Colombiana de Medias Ltda. (Facomed Ltda.)
En la actualidad Kimo Sport, trabaja no sólo a nivel Bogotá, sino su cobertura llega a otras regiones del país y ha tenido presencia en importantes eventos, como son los Juegos Paralímpicos y Juegos Deportivos Nacionales 2008.

## Hexagonal del Olaya
Kimo ha estado presente por varios años en el torneo Hexagonal del Olaya y ha vestido importantes figuras del fútbol colombiano como es el caso en 2011 de Carlos Valderrama.